# 劇団チキンハート
劇団チキンハート（げきだんチキンハート）は、日本の劇団。
劇団の主宰である遠山雄、原作・演出・映像制作を担当する大山晃一郎、株式会社IPAの代表であるプロデューサー清弘樹の3人を中心に活動する映像・舞台発の劇団である。

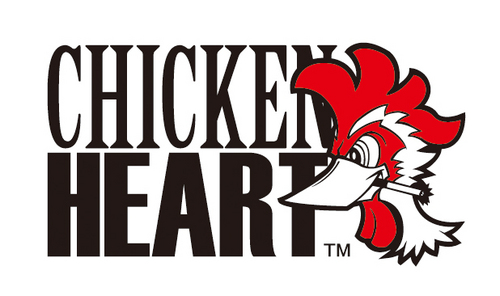
劇団チキンハートのロゴマーク

## 概要
主宰、遠山雄が西武新宿線武蔵関のショットバー嵐でバーテンとして働いている時に知り合った助監督として活躍していた大山晃一郎、プロデューサー清弘樹と立ち上げた劇団である。
舞台役者にこだわらず、歌手、アイドル、お笑い芸人、面白い素人等をキャスティングして旗揚げ公演と第二回公演を行った。
舞台を知らない人、あまり舞台を観ない人達にいかに楽しんで貰えるかを考えた結果、第三公演まで『房総学園シリーズ』をして公演の公演を行っている。
また、第六回公演『房総学園七不思議〜この世で一番強いやつ〜』にて旗揚げから4年半にして念願の動員3000人を達成。
いち早い成長と進化を求め本公演以外でも、映画制作、ネット番組制作、お笑いライブ、その他のイベントも行う。

## 劇団員
- 遠山雄(とおやまゆう)俳優、主宰
- 大山晃一郎(おおやまこういちろう)演出
- 清弘樹(せいひろき)プロデューサー
- 安本文哉(やすもとふみや)脚本
- 山崎康平(やまさきこうへい)音楽
- 石河健(いしかわけん)俳優、座長
- 榎本桜(えのもとさくら)俳優
- 小椋大輔(おぐらだいすけ)俳優
- 飛弾信也(ひだのぶや)俳優
- 長尾和紀(ながおかずのり)俳優
- 日下有(くさかゆう)俳優
- 佐藤智宏(さとうともひろ)俳優
- 片瀬直(かたせなお)女優

## 本公演
- 第一回公演「チキンハート」(2011年)　4月5日〜4月11日　アイピット目白　動員900人
- 脚本　不破独重
- 演出　大山晃一郎
- 出演　石河健、榎本桜、小椋大輔、川口京佑、飛騨信弥、吉賀大史郎、岩井省吾、日下有、宮澤祐希、長尾和紀、大熊将成、遠山雄、七海なな、辰巳ゆい
- 第二回公演「房総学園体育祭〜放課後のハジメちゃん〜」(2011年)　12月6日〜12月11日　中野ウエストエンドスタジオ　動員700人
- 脚本、演出　大山晃一郎
- 出演　石河健、榎本桜、小椋大輔、飛騨信弥、吉賀大史郎、日下有、長尾和紀、遠山雄、辰巳ゆい、栗林里莉、柳家初花、池島はる香、地曳宏之、大澤誠
- 第三回公演「房総学園期末テスト〜初めての宇宙旅行〜」(2012年)　11月2日〜11月7日　新宿シアターモリエール　動員1300人
- 脚本、演出　大山晃一郎
- 出演　石河健、榎本桜、小椋大輔、飛弾信也、吉賀大史郎、長尾和紀、日下有、遠山雄、辰巳ゆい、七海なな、栗林里莉、池島はる香、佐藤智宏、鎌田よしお、みむらまさし、カミヤマセレナ、長瀬麻美、矢野目美有、伊藤まり杏、酒井千寿、相河未有、森田美希
- 第四回公演「サラ金へおいでよ」(2013年)　10月3日〜10月9日　新宿シアターモリエール　動員1500人
- 脚本、演出　大山晃一郎
- 出演　日下有、石河健、榎本桜、飛弾信也、佐藤智宏、長尾和紀、七海なな、栗林里莉、池島はる香、清水梓、小椋大輔、遠山雄、中神一保、國津紘子、岸本学、加納和可子、藤月美波、服部無双、佐々木唯、酒井千寿、吉賀大史郎
- ゲスト　柳家初花、鎌田よしお、宮澤祐希、辰巳ゆい、桜井えりす(探偵ファイル)
- 第五回公演「幸福の黄色いタンメン」(2014年)　11月6日〜11月16日　新宿シアターモリエール　動員2200人
- 脚本　安本文哉、大山晃一郎
- 演出　大山晃一郎
- 出演　遠山雄、石河健、日下有、榎本桜、小椋大輔、飛弾信也、長尾和紀、佐藤智宏、池島はる香、加納和可子、片瀬直、七海なな、中神一保、牛丸亮、酒井千寿、深谷禰宜、大熊将成、田口真太朗、服部無双、レノ聡、國津ヒロ、森れいこ、志水あずさ、井上仁美、長澤えりな、宮内千奈
- ランダム出演　伊東紅、王崎まりな、辰巳ゆい、栗林里莉
- ゲスト出演　カジ (お笑い芸人)、アントニオ小猪木(西口プロレス)、木村昴、葉月あや(日テレジェニック2014)、鎌田よしお、宮澤祐希、長瀬麻美、桜井えりす(探偵ファイル)
- 第六回公演「房総学園七不思議〜この世で一番強いやつ〜」(2015年)　12月2日〜12月14日　新宿シアターモリエール　動員3087人
- 脚本　安本文哉、大山晃一郎
- 演出　大山晃一郎
- 出演　遠山雄、石河健、日下有、榎本桜、小椋大輔、飛弾信也、長尾和紀、佐藤智宏、酒井千寿、サモ★ハン、鎌田よしお、長山浩巳、加納和可子、池島はる香、片瀬直、黒崎あやか、佐々木旅人、井原正貴、林純也、ほたる、志水あずさ、中尾遥、あすか、宮内千奈、坂口彩、水野夏子、東凛、絹川麗
- ゲスト　アントニオ小猪木、七海なな、栗林里莉、辰巳ゆい、長瀬麻美、アンドーひであき、渡辺瞳子、樹知子

## プロデュース公演
- プロデュース公演VOL.1「前へならえ」(2014年)500人動員
- 脚本　安本文哉
- 演出　石河健
- 出演　飛弾信也、田口真太朗、山崎紘昇、柿原毅明、板津健治、佐々木唯、葉月あや、宮内千奈、清水響、酒井千寿、長井柚、清水梓、安野舞桜、佐藤智宏、遠山雄、岸本学、齋藤優、長尾和紀、小椋大輔
- プロデュース公演VOL.2「となりの○トロ」(2014年)600人動員
- 脚本　安本文哉
- 演出　石河健
- 出演　酒井千寿、yukina、KOTOMI、安野舞桜、木村明日香、神山セレナ、白鳥ユリカ、瑞希桃香、片瀬直、中尾遥、出口輝、吉野隼斗、金田卓也、王崎まりな、長澤えりな、小椋大輔、遠山雄、飛弾信也、榎本桜、長尾和紀、佐藤智宏
- プロデュース公演VOL.3「おのぞき」(2015年)550人動員
- 脚本、演出　滝本重之
- 出演　遠山雄、小椋大輔、酒井千寿、宇野正剛、長谷川しずく、黒崎あやか、中尾遥、あすか、KOTOMI、小松詩乃、岡村英莉、藤本あや香、北村真一郎、加瀬太喜、鮎原すみれ、治はじめ、星野由莉華、畔地留似、如月はるな、佐々木旅人
- プロデュース公演VOL.4「いつくしみふかき」(2015年)600人動員
- 脚本、演出　遠山雄
- 出演　小椋大輔、長尾和紀、片瀬直、中竹收、一色メロン、寺田ムロラン、亀川はるか、井原正貴、眞木美咲パメラ、山口千鶴、鶴見亜莉沙、ほたる、廣川真菜美、ムンリョンア、林純也、山本裕太、酒井祐佳、植田せりな、宗山史、長谷川貴大、藤田順子、輝星、内藤慎人、徳永柾明
- プロデュース公演VOL.5「万全離婚」(2016年)723人動員
- 脚本、演出　滝本重之
- 出演　小椋大輔、Ryo、東別府夢、森岡弘幹、藤本あや香、鈴木研也、岡元健、吉川凛、笹木愛美、天野瑞希、金原隆臣、中山玲奈、深谷政文、北原真希、平口文香、朝比奈凛、吉田信吾、みこえまゆ、風間大輔、田中真理亜
- プロデュース公演VOL.6「おのぞき」(2016年)580人動員
- 脚本　滝本重之
- 演出　劇団チキンハート
- 出演　長谷川貴大、山本裕太、夏目彩羽、畠山健、夏目あきほ、佐藤静香、勝山優、明石浩充、塚田佳奈、松浦京佳、山中志歩、鈴木沙也香、乾直樹、西川龍生、成田さやか、清水梨沙、大島順一、野咲彩加、堤義高、白山奈々恵

## その他公演、イベント
- コントフェス「JUNE PRIDE」(2013年)
- カフェ公演「たしかなこと」(2014年)

## 映像作品
- 「真夜中の昼下がり」(2012年)